# Rio Branco do Sul
Rio Branco do Sul est une municipalité brésilienne située dans l'État du Paraná.